# Копенбриге
Копенбриге (њем. Coppenbrügge) општина је у њемачкој савезној држави Доња Саксонија. Једно је од 8 општинских средишта округа Хамелн-Пирмонт. Према процјени из 2010. у општини је живјело 7.632 становника. Посједује регионалну шифру (AGS) 3252004.

## Географски и демографски подаци
Копенбриге се налази у савезној држави Доња Саксонија у округу Хамелн-Пирмонт. Општина се налази на надморској висини од 131 метра. Површина општине износи 89,8 km². У самом мјесту је, према процјени из 2010. године, живјело 7.632 становника. Просјечна густина становништва износи 85 становника/km².

## Међународна сарадња
| Мјесто | Држава    | Врста сарадње | Од    |
| ------ | --------- | ------------- | ----- |
|        | Француска | партнерство   | 1995. |
| Извор  |           |               |       |